# Lễ hội cầu mưa (người Xtiêng)
Lễ hội cầu mưa (người Xtiêng) là một lễ hội của người đồng bào dân tộc Xtiêng. Là lễ hội rất quan trọng, do đó công việc chuẩn bị phải chu đáo

## Thời gian
Vào cứ mùa khô, đầu mùa mưa. Các vị Già làng và trưởng làng quy định thời gian hành lễ, sau đó họp cả bon để phân công công việc.

## Tổ chức
Tổ chức theo từng bon (Wăng). Trai tráng và một số nghệ nhân làm cột cây nêu và những công việc nặng nhọc khác. Phụ nữ chuẩn bị củi, nước, gạo nếp, ống nứa để nấu cơm lam, một ché rượu cần để cúng lễ.
Trâu buộc chặt vào cây nêu, mọi người đứng thành vòng tròn chứng kiến nghi lễ. Đến giờ, cả làng tập trung đầy đủ, Già làng (Bu Kuông) tuyên bố lý do buổi lễ
1 đến 3 người đàn ông ở độ tuổi trung niên cầm lao hoặc chà gạc để giết trâu, Già làng lấy máu bôi lên cột cây nêu, dùng gạo trắng và muối rải lên mình trâu. Sau đó ngồi bên ché rượu cần để cúng các vị thần lúa, thần mưa, thần rừng, cầu cho mưa thuận gió hòa để dân làng có một mùa vụ năm mới bội thu, cầu cho vạn vật sinh sôi nảy nở.

## Kết thúc
Mọi người xẻ trâu lấy thịt nướng, uống rượu cần, biểu diễn cồng chiêng, những điệu múa cùng các nghệ nhân và nam nữ. Già làng giáo huấn về luật tục và xướng sử thi cho đến sáng hôm sau.